# Caren Kemner
Caren Marie Alexius Kemner (* 16. April 1965 in Quincy, Illinois) ist eine ehemalige US-amerikanische Volleyballspielerin und heutige Trainerin. Mit der Nationalmannschaft nahm sie dreimal an den Olympischen Spielen teil.

## Karriere
Kemner wuchs in Illinois auf und spielte von 1979 bis 1983 Volleyball an der Quincy Notre Dame High School. Von 1983 bis 1985 war sie an der University of Arizona aktiv. Seit 1985 spielte sie in der A-Nationalmannschaft, mit der sie 1986 bei der Weltmeisterschaft in der Tschechoslowakei Platz zehn und bei den Goodwill Games Platz drei belegte. Bei ihren ersten Olympischen Spielen in Seoul erreichte sie lediglich den siebten Platz. Besser lief es für Kemner 1990 bei der Weltmeisterschaft in China (Platz drei), 1991 beim Weltpokal (Platz vier) sowie 1992 bei den Olympischen Spielen in Barcelona (Bronze). Sie nahm außerdem viermal (1985, 1987, 1991 und 1993) an der NORCECA-Meisterschaft teil und belegte jedes Mal hinter Kuba den zweiten Platz. In der Saison 1992/93 spielte die Außenangreiferin in der italienischen Serie A1 bei Olimpia Teodora Ravenna. Hier wurde sie Klub-Weltmeisterin und stand im Finale der Champions League. In der Folgesaison war Kemner in der brasilianischen Superliga bei Leites Nestlé aktiv. Mit der Nationalmannschaft wurde sie 1994 in Brasilien WM-Sechste, gewann 1995 den World Grand Prix und erreichte bei den Olympischen Spielen in Atlanta Platz sieben.
Nach Beendigung ihrer Nationalmannschaftskarriere war Kemner 1996/97 in Japan bei den Orange Attackers in Kōbe aktiv. In der Folgesaison kehrte sie zurück nach Brasilien zu Leites Nestlé, wo sie die südamerikanische Klubmeisterschaft gewann. Sporadisch spielte Kemner auch auf nationalen Beachvolleyball-Turnieren, u. a. an der Seite von Karolyn Kirby.
Kemner wurde in ihrer Karriere mehrfach als „Wertvollste Spielerin“ (MVP) ausgezeichnet. 2013 wurde sie in die „Volleyball Hall of Fame“ aufgenommen.
Nach ihrer aktiven Laufbahn wurde Kemner Volleyballtrainerin, zunächst an der Quincy Notre Dame High School und von 2011 bis 2018 bei den Wildcats am Culver-Stockton College in Canton, Missouri.